# Filmographie de Clint Eastwood
Pour un article plus général, voir Clint Eastwood.

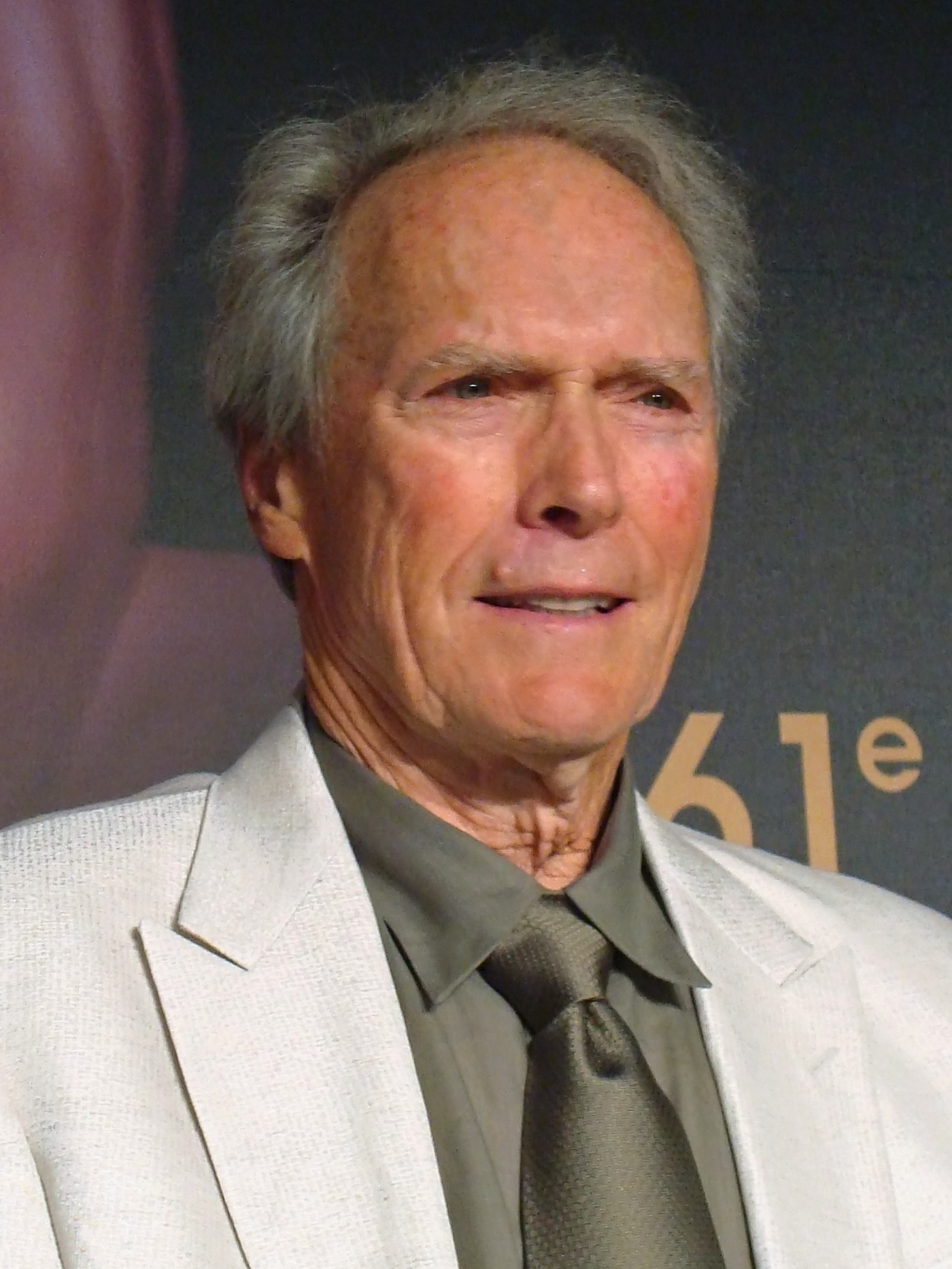
Clint Eastwood est un acteur américain qui a connu le succès grâce à de nombreux westerns

Voici la filmographie complète de Clint Eastwood avec la mention du box-office, si elle est disponible.
 Sauf indication contraire, les informations mentionnées dans cette section peuvent être confirmées par la base de données cinématographiques IMDb,  présente dans la section « Liens externes ».
| Année     | Titre                                                                        | Titre original                                 | Titre québécois                        | Profession(s)                                       | Profession(s) | Profession(s) | Profession(s) | Box-office                | Budget         | Doublage                                     | Doublage            |
| Année     | Titre                                                                        | Titre original                                 | Titre québécois                        | Rôle                                                | Réalisateur   | Producteur    | Compositeur   | Box-office                | Budget         | Français                                     | Québécois           |
| --------- | ---------------------------------------------------------------------------- | ---------------------------------------------- | -------------------------------------- | --------------------------------------------------- | ------------- | ------------- | ------------- | ------------------------- | -------------- | -------------------------------------------- | ------------------- |
| 1955      | Allen in Movieland (téléfilm)                                                |                                                |                                        | Un planton                                          |               |               |               | -                         | -              | NC                                           | NC                  |
| 1955      | La Revanche de la créature                                                   | Revenge of the Creature                        |                                        | Jennings (non crédité)                              |               |               |               | -                         | -              | NC                                           | NC                  |
| 1955      | Francis dans la marine                                                       | Francis in the Navy                            |                                        | Jonesey                                             |               |               |               | -                         | -              | NC                                           | NC                  |
| 1955      | Madame de Coventry                                                           | Lady Godiva of Coventry                        |                                        | Un Saxon (non crédité)                              |               |               |               | -                         | -              | NC                                           | NC                  |
| 1955      | Tarantula !                                                                  | Tarantula                                      |                                        | Le chef d'escadrille (non crédité)                  |               |               |               | -                         | -              | NC                                           | NC                  |
| 1956      | Les Aventuriers du Far West (série télévisée)                                | Death Valley Days                              |                                        | John Lucas                                          |               |               |               | -                         | -              | NC                                           | NC                  |
| 1956      | West Point (série télévisée)                                                 |                                                |                                        | L'élève officier Bob Salter                         |               |               |               | -                         | -              | NC                                           | NC                  |
| 1956      | Highway Patrol (série télévisée)                                             |                                                |                                        | Joe Keeley                                          |               |               |               | -                         | -              | NC                                           | NC                  |
| 1956      | Ne dites jamais adieu                                                        | Never Say Goodbye                              |                                        | Will (non crédité)                                  |               |               |               | -                         | -              | NC                                           | NC                  |
| 1956      | La corde est prête                                                           | Star in the Dust                               |                                        | Tom (non crédité)                                   |               |               |               | -                         | -              | NC                                           | NC                  |
| 1956      | Brisants humains                                                             | Away All Boats                                 |                                        | Un aide-soignant (non crédité)                      |               |               |               | -                         | -              | NC                                           | NC                  |
| 1956      | La VRP de choc                                                               | The First Traveling Saleslady                  |                                        | Jack Rice                                           |               |               |               | -                         | -              | NC                                           | NC                  |
| 1957      | Escapade au Japon                                                            | Escapade in Japan                              |                                        | Le pilote de l'équipage de sauveteurs (non crédité) |               |               |               | -                         | -              | NC                                           | NC                  |
| 1958      | Navy Log (série télévisée)                                                   |                                                |                                        | Burns                                               |               |               |               | -                         | -              | NC                                           | NC                  |
| 1958      | C'est la guerre                                                              | Lafayette Escadrille                           |                                        | George Moseley                                      |               |               |               | -                         | -              | NC                                           | NC                  |
| 1958      | Le cri de guerre des Apaches                                                 | Ambush at Cimarron Pass                        |                                        | Keith Williams                                      |               |               |               | -                         | -              | NC                                           | NC                  |
| 1959      | Maverick (série télévisée)                                                   |                                                |                                        | Red Hardigan                                        |               |               |               | -                         | -              | NC                                           | NC                  |
| 1959      | Alfred Hitchcock présente (série télévisée) Le Martien, Saison 4, épisode 32 | Alfred Hitchcock Presents Human Interest Story |                                        | Un journaliste (non crédité)                        |               |               |               | -                         | -              | NC                                           | NC                  |
| 1959-1965 | Rawhide (série télévisée)                                                    |                                                |                                        | Rowdy Yates                                         |               |               |               | -                         | -              | Jacques Thébault                             | NC                  |
| 1964      | Pour une poignée de dollars                                                  | Per un pugno di dollari                        |                                        | Joe                                                 |               |               |               | États-Unis : 14 500 000 $ | 200 000 $      | Jacques Deschamps                            | NC                  |
| 1965      | Et pour quelques dollars de plus                                             | Per qualche dollaro in più                     |                                        | Le Manchot                                          |               |               |               | États-Unis : 15 000 000 $ | 600 000 $      | Jacques Deschamps                            | NC                  |
| 1966      | Le Bon, la Brute et le Truand                                                | Il buono, il brutto, il cattivo                |                                        | Blondin                                             |               |               |               | États-Unis : 25 100 000 $ | 1 200 000 $    | Jacques Deschamps / Thibault de Montalembert | NC                  |
| 1966      | Les Sorcières                                                                | Le streghe                                     |                                        | Carlo                                               |               |               |               | -                         | -              | NC                                           | NC                  |
| 1968      | Pendez-les haut et court                                                     | Hang ’Em High                                  |                                        | Le marshal Jed Cooper                               |               |               |               | États-Unis : 11 000 000 $ | 1 800 000 $    | Jacques Deschamps                            | NC                  |
| 1968      | Un shérif à New York                                                         | Coogan’s Bluff                                 |                                        | Le shérif Walt Coogan                               |               |               |               | États-Unis : 3 110 000 $  | 3 000 000 $    | Jacques Thébault                             | NC                  |
| 1968      | Quand les aigles attaquent                                                   | Where Eagles Dare                              |                                        | Le lieutenant Morris Schaffer                       |               |               |               | États-Unis : 7 100 000 $  | 7 700 000 $    | Denis Savignat                               | NC                  |
| 1969      | La Kermesse de l’Ouest                                                       | Paint Your Wagon                               |                                        | Pardner                                             |               |               |               | États-Unis : 14 500 000 $ | 20 000 000 $   | Jean Lagache                                 | NC                  |
| 1970      | Sierra torride                                                               | Two Mules for Sister Sara                      |                                        | Hogan                                               |               |               |               | États-Unis : 5 050 000 $  | 4 000 000 $,   | Jacques Thébault                             | NC                  |
| 1970      | De l'or pour les braves                                                      | Kelly’s Heroes                                 |                                        | Kelly                                               |               |               |               | États-Unis : 5 200 000 $  | 4 000 000 $    | Denis Savignat                               | NC                  |
| 1971      | Les Proies                                                                   | The Beguiled                                   |                                        | Le caporal John McBurney                            |               |               |               | États-Unis : 1 100 000 $  | -              | Pierre Hatet                                 | NC                  |
| 1971      | Un frisson dans la nuit                                                      | Play Misty for Me                              |                                        | Dave Garver                                         | Oui           |               |               | États-Unis : 10 600 000 $ | 725 000 $      | Jean Lagache                                 | NC                  |
| 1971      | L'Inspecteur Harry                                                           | Dirty Harry                                    |                                        | Harry Callahan                                      |               |               |               | États-Unis : 35 976 000 $ | 4 000 000 $    | Jean-Claude Michel                           | NC                  |
| 1972      | Joe Kidd                                                                     | Joe Kidd                                       |                                        | Joe Kidd                                            |               |               |               | États-Unis : 6 330 000 $  | -              | Jean Lagache                                 | NC                  |
| 1973      | L'Homme des hautes plaines                                                   | High Plains Drifter                            |                                        | L'étranger                                          | Oui           |               |               | États-Unis : 15 700 000 $ | 5 500 000 $    | Jean Lagache                                 | NC                  |
| 1973      | Breezy                                                                       | Breezy                                         |                                        | Un homme à la marina (non crédité)                  | Oui           |               |               | -                         | -              | NC                                           | NC                  |
| 1973      | Magnum Force                                                                 | Magnum Force                                   | À coups de magnum                      | Harry Callahan                                      |               |               |               | États-Unis : 39 768 000 $ | -              | Jean-Claude Michel                           | NC                  |
| 1974      | Le Canardeur                                                                 | Thunderbolt and Lightfoot                      |                                        | John Doherty                                        |               |               |               | États-Unis : 21 700 000 $ | 4 000 000 $    | Jean Lagache                                 | NC                  |
| 1975      | La Sanction                                                                  | The Eiger Sanction                             |                                        | Jonathan Hemlock                                    | Oui           |               |               | États-Unis : 14 200 000 $ | 9 000 000 $    | Jean Lagache                                 | NC                  |
| 1976      | Josey Wales hors-la-loi                                                      | The Outlaw Josey Wales                         |                                        | Josey Wales                                         | Oui           |               |               | États-Unis : 31 800 000 $ | 3 700 000      | Jacques Deschamps                            | NC                  |
| 1976      | L'inspecteur ne renonce jamais                                               | The Enforcer                                   |                                        | Harry Callahan                                      |               |               |               | États-Unis : 46 236 000 $ | 9 000 000 $    | Jean-Claude Michel                           | NC                  |
| 1977      | L'Épreuve de force                                                           | The Gauntlet                                   |                                        | Ben Shockley                                        | Oui           |               |               | États-Unis : 26 414 658 $ | 5 500 000 $,   | Jean-Claude Michel                           | NC                  |
| 1978      | Doux, Dur et Dingue                                                          | Every Which Way But Loose                      |                                        | Philo Beddoe                                        |               |               |               | États-Unis : 85 196 485 $ | 5 000 000 $    | Jean-Claude Michel                           | NC                  |
| 1979      | L’Évadé d’Alcatraz                                                           | Escape from Alcatraz                           |                                        | Frank Morris                                        |               |               |               | États-Unis : 43 000 000 $ | 8 000 000 $    | Jean Lagache                                 | NC                  |
| 1980      | Bronco Billy                                                                 | Bronco Billy                                   |                                        | "Bronco" Billy McCoy                                | Oui           |               |               | États-Unis : 24 265 659 $ | 5 000 000 $    | Jean-Claude Michel                           | NC                  |
| 1980      | Ça va cogner                                                                 | Any Which Way You Can                          |                                        | Philo Beddoe                                        |               |               |               | États-Unis : 70 687 344 $ | 15 000 000 $   | Jean-Claude Michel                           | NC                  |
| 1982      | Firefox, l'arme absolue                                                      | Firefox                                        | L'Arme absolue                         | Mitchell Gant                                       | Oui           | Oui           |               | États-Unis : 46 708 276 $ | 18 000 000 $   | Jean-Claude Michel                           | NC                  |
| 1982      | Honkytonk Man                                                                | Honkytonk Man                                  |                                        | Red Stovall                                         | Oui           | Oui           |               | États-Unis : 4 484 991 $  | 2 000 000 $    | Jean-Claude Michel                           | NC                  |
| 1983      | Le Retour de l'inspecteur Harry                                              | Sudden Impact                                  |                                        | Harry Callahan                                      | Oui           | Oui           |               | États-Unis : 67 642 693 $ | 22 000 000 $   | Jean-Claude Michel                           | NC                  |
| 1984      | La Corde raide                                                               | Tightrope                                      |                                        | Wes Block                                           |               | Oui           |               | États-Unis : 48 143 579 $ | -              | Jean-Claude Michel                           | NC                  |
| 1984      | Haut les flingues !                                                          | City Heat                                      |                                        | Le lieutenant Speer                                 |               |               |               | États-Unis : 38 348 988 $ | 25 000 000 $,  | Jean-Claude Michel                           | NC                  |
| 1985      | Pale Rider, le cavalier solitaire                                            | Pale Rider                                     | Le Cavalier solitaire                  | Le révérend                                         | Oui           | Oui           |               | États-Unis : 41 410 568 $ | 6 900 000 $    | Jean-Claude Michel                           | NC                  |
| 1986      | Le Maître de guerre                                                          | Heartbreak Ridge                               |                                        | Le sergent Tom Highway                              | Oui           | Oui           |               | États-Unis : 42 724 017 $ | 15 000 000 $   | Jean-Claude Michel                           | NC                  |
| 1988      | Bird                                                                         | Bird                                           |                                        |                                                     | Oui           | Oui           |               | États-Unis : 2 181 286 $  | 9-14 400 000 $ | NC                                           | NC                  |
| 1988      | La Dernière Cible                                                            | The Dead Pool                                  | Les Enjeux de la mort                  | Harry Callahan                                      |               |               |               | États-Unis : 37 903 295 $ | 31 000 000 $   | Jean-Claude Michel                           | Jean Fontaine       |
| 1988      | Thelonious Monk: Straight, No Chaser (film documentaire)                     | Thelonious Monk: Straight, No Chaser           |                                        |                                                     |               | Oui           |               | -                         | -              | NC                                           | NC                  |
| 1989      | Pink Cadillac                                                                | Pink Cadillac                                  | La Cadillac rose                       | Tommy Nowak                                         |               |               |               | États-Unis : 12 143 484 $ | 19 000 000 $   | Jean-Claude Michel                           | Jean Fontaine       |
| 1990      | Chasseur blanc, cœur noir                                                    | White Hunter Black Heart                       |                                        | John Wilson                                         | Oui           | Oui           |               | États-Unis : 2 319 124 $  | 24 000 000 $   | Jean-Claude Michel                           | NC                  |
| 1990      | La Relève                                                                    | The Rookie                                     | La Recrue                              | Nick Pulovski                                       | Oui           |               |               | États-Unis : 21 633 874 $ | 10 000 000 $   | Jean-Claude Michel                           | Jean Fontaine       |
| 1992      | Impitoyable                                                                  | Unforgiven                                     | Impardonnable                          | William Munny                                       | Oui           | Oui           |               | M : 159 157 447 $         | 14 400 000 $   | Jean-Claude Michel                           | Jean Fontaine       |
| 1993      | Dans la ligne de mire                                                        | In the Line of Fire                            | Sur la ligne de feu                    | Frank Horrigan                                      |               |               |               | M : 176 997 168 $         | 40 000 000 $   | Jean-Claude Michel                           | Jean Fontaine       |
| 1993      | Un monde parfait                                                             | A Perfect World                                | Un monde idéal                         | Red Garnett                                         | Oui           | Oui           |               | M : 135 130 999 $         | 30 000 000 $   | Jean-Claude Michel                           | Jean Fontaine       |
| 1994      | A Century of Cinema (film documentaire)                                      | A Century of Cinema                            |                                        | Lui-même                                            |               |               |               | -                         | -              | NC                                           | NC                  |
| 1995      | Sur la route de Madison                                                      | The Bridges of Madison County                  |                                        | Robert Kincaid                                      | Oui           | Oui           |               | M : 182 016 617 $         | 24 000 000 $   | Alain Doutey                                 | NC                  |
| 1995      | Casper                                                                       |                                                |                                        | Lui-même (non crédité)                              |               |               |               | M : 287 928 194 $         | 55 000 000 $   | NC                                           | NC                  |
| 1995      | Les Aventuriers de l'or noir                                                 | The Stars Fell on Henrietta                    | Le ciel sourit à Henrietta             |                                                     |               | Oui           |               | -                         | -              | NC                                           | NC                  |
| 1997      | Les Pleins Pouvoirs                                                          | Absolute Power                                 | Pouvoir d'exécuter                     | Luther Whitney                                      | Oui           |               |               | M : 92 768 310 $          | 50 000 000 $   | Jean-Claude Michel                           | NC                  |
| 1997      | Minuit dans le jardin du bien et du mal                                      | Midnight in the Garden of Good and Evil        |                                        |                                                     | Oui           | Oui           |               | États-Unis : 25 105 255 $ | 35 000 000 $   | NC                                           | NC                  |
| 1999      | Jugé coupable                                                                | True Crime                                     |                                        | Steve Everett                                       | Oui           | Oui           |               | M : 30 715 653 $          | 55 000 000 $   | Hervé Jolly                                  | NC                  |
| 2000      | Space Cowboys                                                                | Space Cowboys                                  | Les Pionniers de l'espace              | Frank Corvin                                        | Oui           | Oui           | Oui           | M : 128 884 132 $         | 65 000 000 $   | Hervé Jolly                                  | Hubert Fielden      |
| 2002      | Créance de sang                                                              | Blood Work                                     |                                        | Terry McCaleb                                       | Oui           | Oui           |               | M : 31 794 718 $          | 50 000 000 $   | Hervé Jolly                                  | NC                  |
| 2003      | Mystic River                                                                 | Mystic River                                   |                                        |                                                     | Oui           | Oui           | Oui           | M : 156 822 020 $         | 25 000 000 $   | NC                                           | NC                  |
| 2003      | Piano Blues (documentaire)                                                   | Piano Blues (documentaire)                     | -                                      | lui-même                                            | Oui           |               |               | NC                        | NC             | NC                                           | NC                  |
| 2004      | Million Dollar Baby                                                          | Million Dollar Baby                            | La Fille à un million de dollars       | Frankie Dunn                                        | Oui           | Oui           | Oui           | M : 216 763 646 $         | 30 000 000 $   | Marc Cassot                                  | Jean-Marie Moncelet |
| 2004      | Épreuves d'artistes (film documentaire)                                      |                                                |                                        | Lui-même                                            |               |               |               | -                         | -              | NC                                           | NC                  |
| 2005      | Budd Boetticher: A Man Can Do That (téléfilm)                                | Budd Boetticher: A Man Can Do That             |                                        |                                                     |               | Oui           |               | -                         | -              | NC                                           | NC                  |
| 2006      | Mémoires de nos pères                                                        | Flags of Our Fathers                           |                                        |                                                     | Oui           | Oui           | Oui           | M : 65 900 249 $          | 90 000 000 $   | NC                                           | NC                  |
| 2007      | Lettres d'Iwo Jima                                                           | Letters from Iwo Jima                          |                                        |                                                     | Oui           | Oui           | Oui           | M : 68 673 228 $          | 19 000 000 $   | NC                                           | NC                  |
| 2007      | Grace Is Gone                                                                | Grace Is Gone                                  | Adieu Grace                            |                                                     |               |               | Oui           | M : 1 066 141 $           | 3 000 000 $    | NC                                           | NC                  |
| 2008      | L'Échange                                                                    | Changeling                                     |                                        |                                                     | Oui           | Oui           | Oui           | M : 113 020 256 $         | 55 000 000 $   | NC                                           | NC                  |
| 2009      | Gran Torino                                                                  | Gran Torino                                    | Gran Torino                            | Walter Kowalski                                     | Oui           | Oui           | Oui           | M : 269 958 228 $         | 30 000 000 $   | Hervé Jolly                                  | Hubert Fielden      |
| 2009      | Invictus                                                                     | Invictus                                       |                                        |                                                     | Oui           | Oui           |               | M : 122 233 971 $         | 60 000 000 $   | NC                                           | NC                  |
| 2010      | Au-delà                                                                      | Hereafter                                      |                                        |                                                     | Oui           | Oui           | Oui           | M : 105 197 635 $         | 50 000 000 $   | NC                                           | NC                  |
| 2011      | J. Edgar                                                                     | J. Edgar                                       | J. Edgar                               |                                                     | Oui           | Oui           | Oui           | M : 84 920 539 $          | 35 000 000 $   | NC                                           | NC                  |
| 2012      | Une nouvelle chance                                                          | Trouble with the Curve                         | Retour au jeu                          | Gus Lobel                                           |               | Oui           |               | M : 48 963 137 $          | 60 000 000 $   | Hervé Jolly                                  | NC                  |
| 2014      | Jersey Boys                                                                  | Jersey Boys                                    |                                        |                                                     | Oui           | Oui           |               | M : 67 669 013 $          | 40 000 000 $   | NC                                           | NC                  |
| 2014      | American Sniper                                                              | American Sniper                                | Tireur d'élite américain               |                                                     | Oui           | Oui           |               | M : 547 626 372 $         | 58 800 000 $   | NC                                           | NC                  |
| 2016      | Sully                                                                        | Sully                                          | Sully                                  |                                                     | Oui           | Oui           | Oui           | M : 243 870 033 $         | 60 000 000 $   | NC                                           | NC                  |
| 2018      | Le 15 h 17 pour Paris                                                        | The 15:17 to Paris                             |                                        |                                                     | Oui           | Oui           |               | M : 57 076 286 $          | 30 000 000 $   | NC                                           | NC                  |
| 2018      | La Mule                                                                      | The Mule                                       |                                        | Earl Stone                                          | Oui           | Oui           |               | M : 174 804 407 $         | 50 000 000 $   | Hervé Jolly                                  | Jean-Marie Moncelet |
| 2019      | Le Cas Richard Jewell                                                        | Richard Jewell                                 | La Ballade de Richard Jewell           |                                                     | Oui           | Oui           |               | M : 44 655 962 $          | 45 000 000 $   | NC                                           | NC                  |
| 2021      | Cry Macho                                                                    | Cry Macho                                      | Cry Macho : Le Chemin de la rédemption | Mike Milo                                           | Oui           |               |               | M : 16 510 734 $          | 33 000 000 $   | Hervé Jolly                                  | Jean-Marie Moncelet |
| 2024      | Juré n°2                                                                     | Juror No. 2                                    | NC                                     |                                                     | Oui           |               |               | M : 24 800 000 $          | 35 000 000 $   | NC                                           | NC                  |